# Göteve församling
Göteve församling var en församling i Skara stift och i Falköpings kommun. Församlingen uppgick 2006 i Floby församling. 

## Administrativ historik
Församlingen har medeltida ursprung. Vid en tidpunkt efter 1546 har Elins församling införlivats.  
Församlingen var till senast 1998 annexförsamling i pastoratet Floby, Göteve, Trävattna och Hällestad som även före 1546 omfattade Elins församling, före omkring 1690 Vists församling och från 1962 Jäla och Grolanda församlingar. Åtminstone från 1998 2002 till 2006 var församlingen annexförsamling i Floby pastorat. Församlingen uppgick 2006 i Floby församling. .

## Kyrkor
- Göteve kyrka